# تضاد (معان)
التضاد هو أن يجمع بين المتضادين مع مراعاة، فلا يجيء باسم مع فعل، ولا بفعل مع اسم، كقوله تعالى: ﴿فليضحكوا قليلا وليبكوا كثيرا﴾.